# 佐川泰宏
佐川 泰宏（さがわ やすひろ、1947年 - ）は、日本の実業家、東京アカデミー代表取締役、テレコムスタッフ代表取締役社長である。

## 略歴
1966年関西学院高等部卒業、1970年関西学院大学を卒業、同年東京アカデミーに入社。
1987年同社代表取締役に就任。就任後、従来からの公務員試験対策講座、看護学校受験対策講座に続き、教員採用試験対策講座、看護師国家試験対策講座など、後に人気となる講座を次々に開講。また、積極的に全国展開し、32拠点にまでその数を伸ばしている。同社は2020年6月に創業53周年を迎えた。
1993年にはテレコムスタッフの代表取締役社長に就任している。テレコムスタッフはテレビ朝日系列で1987年に始まり現在も続く長寿番組「世界の車窓から」の制作を行っている。